# Jacques Gruet

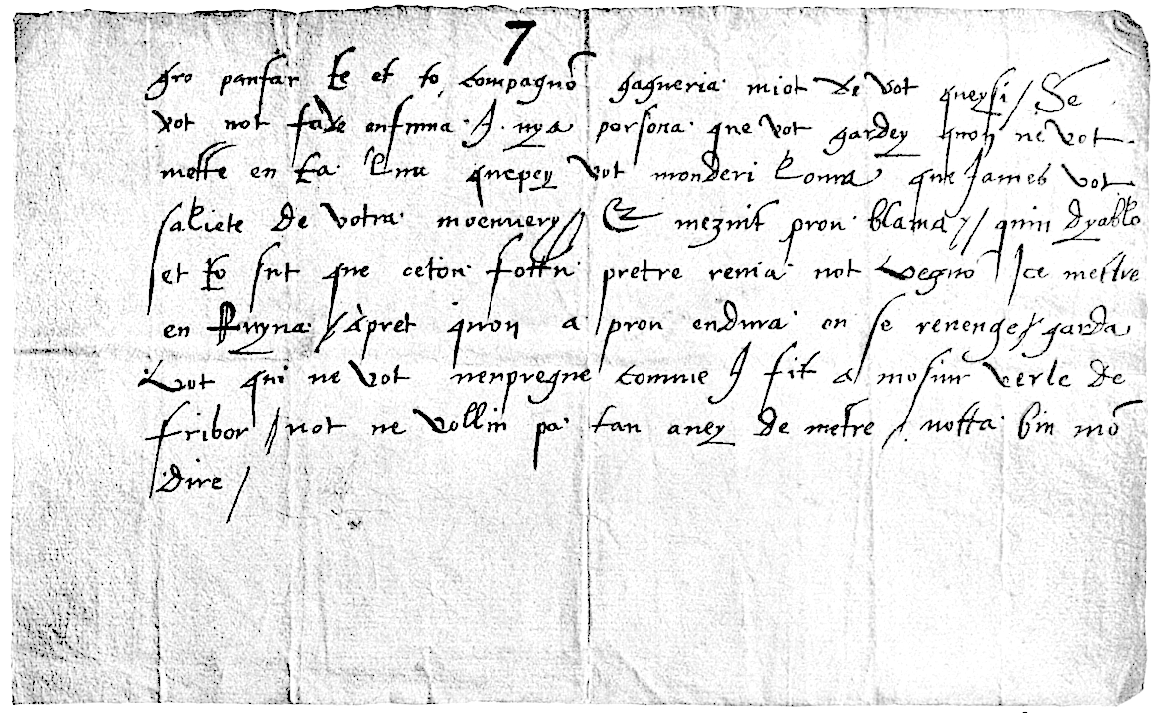
Schmähschrift von Jacques Gruet, 27. Juni 1547.

Jacques Gruet, auch Jakob Gruet und Jacobus Gruet genannt († 26. Juli 1547 in Genf), war ein Genfer Libertin und Atheist.

## Leben
Gruet setzte sich für die Freiheit des Einzelnen ein. Alle Gesetze, auch diejenigen der Kirche, seien nach seiner Ansicht menschengemacht. Gruet galt als scharfer Kritiker des Reformators Johannes Calvin und schlug in plattfranzösischer Sprache verfasste Schmähschriften gegen Calvin an Straßenecken an. Die Unsterblichkeit der Seele war nach Ansicht Gruets nichts weiter als ein Märchen. Man fand bei ihm zudem religionskritische Texte. Gruet starb daher 1547 nach Folter auf dem Schafott.

## Werk
- De tribus impostoribus (Urheberschaft Gruets umstritten)